# Isma'il Muntasir
Ismāʿīl, detto Muntasir ("Il vittorioso") (... – gennaio 1005), fu un nobile discendente dalla dinastia dei Samanidi che tentò di restaurare il loro impero in Transoxiana e nella Persia orientale tra il 1000 e il 1005. Era il figlio di Nuh II, ultimo signore dell'impero samanide prima che si sgretolasse.

## Biografia
Ismāʿīl al-Muntaṣir visse a cavallo tra il X e l'XI secolo, in una fase di profonda disgregazione del potere samanide a causa dell'espansione di altre crescenti potenze dell'Asia centrale, come i Ghaznavidi e i Karakhanidi. Figlio di Nuh II, un sovrano samanide che regnò brevemente, dopo il crollo dell'impero samanide nel 999, la famiglia reale estromessa perse gran parte del suo territorio e potere.
Fu in questo contesto che Ismāʿīl al-Muntaṣir ("Muntaṣir" sta per "vincitore, trionfatore") si auto-proclamò erede legittimo e cercò di restaurare il potere samanide. Raccolse attorno a sé vari gruppi di sostenitori, tra cui le tribù locali e i musulmani fedeli ai Samanidi, così come alcune élite locali che rigettavano il dominio straniero. Combatté ripetutamente contro i Karakhanidi e i Ghaznavidi, che si contendevano il controllo della Transoxiana e del Khorasan, ma al netto delle varie incursioni e battaglie compiute, Ismāʿīl non riuscì mai a consolidare un dominio stabile o a riprendere il trono. Il suo coraggio e la sua determinazione non bastarono infatti a restaurare lo Stato samanide ed egli fu infine assassinato nel 1005, probabilmente per mano di nemici politici o di un traditore all'interno del suo seguito. La sua morte segnò la fine del sogno samanide di riprendersi il potere e segnò anche il declino definitivo di questa dinastia nella storia islamica.

## Rilevanza storica
Ismāʿīl al-Muntaṣir è ricordato come un simbolo di resistenza e determinazione in un periodo di crisi. La sua figura viene talvolta idealizzata come una guida che cercò di preservare l'identità e l'eredità culturale persiano-islamica contro le influenze straniere. Benché l'impero samanide non tornò mai più ad esistere, quella parentesi storica rimase particolarmente ben apprezzata dagli studiosi della Persia medievale, i quali elogiarono quell'epoca per il suo contributo nello sviluppo della cultura persiana e islamica.